# Фабрика імені Крупської
Кондитерська фабрика імені Крупської, Фабрика імені Крупської (рос. Фабрика имени Крупской, Кондитерская фабрика имени Крупской) — російське підприємство з виготовлення кондитерських виробів, яке розташовувалося у Володимирському окрузі Санкт-Петербургу. Нині існує в об'єднанні під назвою «Оркла Брендс Росія». Основна продукція — шоколадні цукерки. Найвідоміші марки — «Ведмедик на Півночі» (рос. Мишка на Севере), «Грильяж».

## Історія
У 1938 р. ця фабрика була створена в м. Ленінграді відповідно до наказу Наркомхарчопрому СРСР на базі фабрики-кухні, і спеціалізувалася на випуску шоколаду; названа на честь доктора педагогічних наук Надії Крупської.
У роки Другої світової війни фабрика працювала переважно для фронту не припиняючи роботу, виробляючи кондитерські вироби на різних замінниках.
У 1943 р. було вироблено 3 тонни цукерок «Ведмедик на півночі» (від 1966 р. ця марка стала власним товарним знаком фабрики).
Розвій фабрики стався в Радянському Союзі.
У 1956 р. їй було присвоєно звання «Підприємство відмінної якості», в 1961 р. — отримало звання «Підприємство високої культури виробництва».
У 1970–1980 рр. фабрика входила до складу Ленінградського виробничого об'єднання кондитерської промисловості.
У 1992 р. за програмою приватизації фабрика стала акціонерним підприємством.
У 1995–1996 рр. відбулася реконструкція цукеркового цеху.
У 2006 р. 75% акцій фабрики купила норвезька бізнес-група «Orkla».
У 2011 р. норвежці запустили процес злиття фабрики з приналежним їм кондитерським об'єднанням
«СладКо».
Тепер це об'єднання з кондитерською фабрикою імені Крупської носить назву «Оркла Брендс Росія».
З 2012 р. розпочато консервацію фабрики і переведення частини виробництва на майданчик у село Розбігаєве, влітку 2014 р. фабрика була остаточно закрита та продана девелоперській будівельній компанії «Піонер» під забудову її території суспільно-діловим центром.

## Графічний дизайн продукції
Від 1967 р. і до початку XXI ст. підприємство співпрацювало з провідними художниками-фахівцями у галузі графічного дизайну, які створили пам'ятний образ випускаємої на підприємстві продукції: І. Є. Омінін, Д. Б. Грушевський, П. Я. Лубковський, Т. В. Лук'янова, Г. Г. Ольхович.
Етикетки фабрики цього періоду знайшли багато шанувальників, які активно реагують на кожну зміну художнього оформлення упаковки.
Цукеркові коробки, випущені підприємством, стали предметом колекціонування та отримали дипломи міжнародних виставок.
Ці твори промислової графіки зберігаються в Державному Російському музеї, у Державному музеї історії Санкт-Петербургу і в приватних колекціях.